# Stadion Miejski w Novim Pazarze
Stadion Miejski (serb. Градски стадион, Gradski stadion) − stadion piłkarski mieszczący się w Nowym Pazarze, na którym domowe mecze rozgrywa miejscowy klub, FK Novi Pazar. Pojemność stadionu wynosi 15000 miejsc.